# Paracyathus humilis
Espèce
Statut CITES
Paracyathus humilis est une espèce de coraux appartenant à la famille des Caryophylliidae.